# Juilliard School
La Juilliard School, chiamata informalmente la Juilliard, è una delle principali scuole di arti, musica e spettacolo del mondo. Si trova a New York come parte del complesso del Lincoln Center.

## Storia

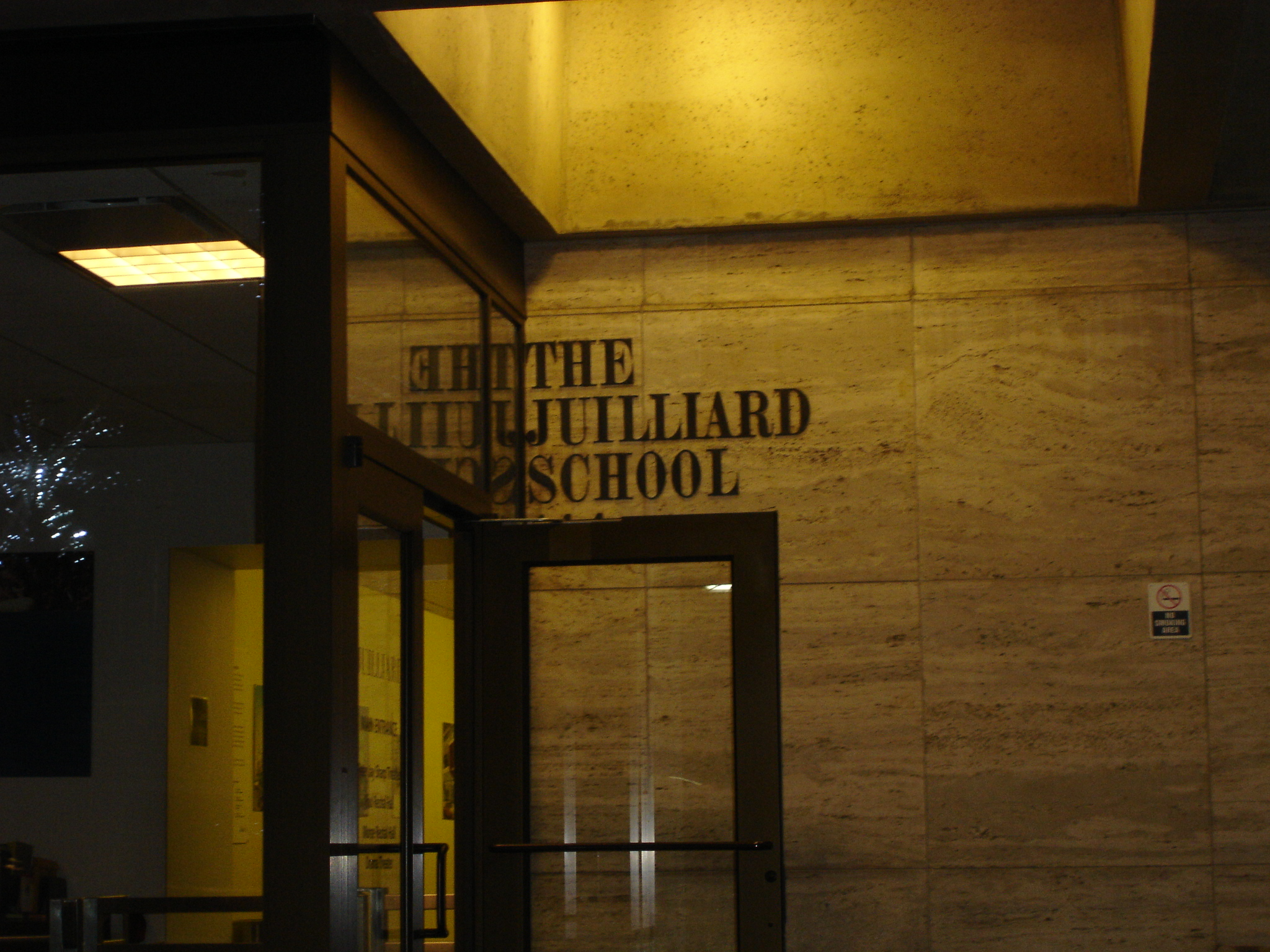
L'atrio della Juilliard School

La Juilliard School fu fondata nel 1905 come "Istituto di arte musicale" visto che a quell'epoca non c'era una vera e propria scuola musicale principale negli Stati Uniti d'America e molti studenti si trasferivano in Europa per studiare musica classica e teoria musicale.
L'istituto fu inaugurato l'11 ottobre nell'ex Lenox Mansion, situato tra la Fifth Avenue e la dodicesima strada. Nel 1910, la sede fu spostata al numero 120 di Claremont Avenue, nel quartiere Morningside Heights di Manhattan, su una proprietà acquistata dal Bloomingdale Insane Asylum, un ospedale psichiatrico del New York Hospital. Nel 1920 fu creata la Juilliard Foundation in onore del mercante tessile Augustus Juilliard, che nelle sue volontà testamentarie aveva destinato un'ingente somma di denaro da investire per il progresso della musica negli Stati Uniti. Nel 1924, la fondazione Juilliard acquistò la guesthouse dei Vanderbilt al numero 42E della cinquantaduesima strada e vi istituì la Juilliard Graduate School. Due anni più tardi, nel 1926, la Juilliard Graduate School si unì con l'Institute of musical art dando vita alla Juilliard School of music; nel frattempo le due scuole, benché amministrate dal medesimo consiglio direttivo e dallo stesso presidente, continuarono a mantenere identità distinte.
Nel 1951 alla scuola si aggiunse una divisione di danza e anche nel 1968 una divisione di dramma. Un anno dopo nel 1969, la sede fu trasferita da Claremont Avenue al Lincoln Center e la scuola rinominata The Juilliard School.
Nel 1999, la scuola fu insignita della National Medal of Arts.
Nel 2006 la Juilliard School ricevette preziosi manoscritti di musica classica dal collezionista miliardario Bruce Kovner. La collezione include le prime edizioni dei più importanti lavori di Bach, Beethoven, Brahms, Fryderyk Chopin, Copland, Liszt, Mozart, Ravel, Schubert, Schumann e Stravinskij. Tra gli altri, sono degni di nota il manoscritto stampato della sinfonia n. 9 in re minore di Beethoven, completo delle revisioni scritte a mano dal compositore, e usato per la prima a Vienna nel 1824; l'autografo di Mozart nelle parti degli strumenti a fiato della scena finale delle Nozze di Figaro; l'arrangiamento per pianoforte della Grande fuga di Beethoven fatto dal compositore stesso; la prima stesura della Sinfonia n. 2 di Schumann; e manoscritti della Sinfonia n. 2 e del Concerto per pianoforte n. 2 di Brahms.
Nel 2010 James S. Marcus donò dieci milioni di dollari alla scuola affinché s'istituisse un centro di formazione per le arti vocali, intitolato a lui e a Ellen Marcus.

## Struttura
Divisioni
- Dance
- Drama
- MAP program
- Music
- Pre-college
- Summer

## Presidenti
- Ernest Hutcheson (1904-1926)
- John Erskine (1926-1937)
- Ernest Hutcheson (1937-1945)
- William Schuman (1946-1961)
- Peter Mennin (1962-1984)
- Joseph William Polisi (1984-2018)
- Damian Woetzel (dal 2018)